# دیوس سور مر
دیوس سور مر (به فرانسوی: Dives-sur-Mer) یک کمون (فرانسه) در فرانسه است که در canton of Dozulé واقع شده‌است. دیوس سور مر ۶٫۴۶ کیلومتر مربع مساحت دارد ۴ متر بالاتر از سطح دریا واقع شده‌است.

## خواهرخوانده
شهر اوبرکوخن خواهرخواندهٔ دیوس سور مر هست.